# Agua Escondida, Jilotepec
Agua Escondida är en ort i Mexiko, tillhörande kommunen Jilotepec i den västra delen av delstaten Mexiko. Orten hade 2 476 invånare vid folkräkningen 2010.